# Sommer-OL 1992
Sommer-OL 1992 i Barcelona, Catalonien (Spanien) var unik ved, at ingen nationer boykottede legene. Sydafrika deltog på ny i legene, og Tyskland deltog som en samlet nation efter genforeningen i 1990. Afghanistan var med i åbningsceremonien, selvom de ikke havde deltagere med.
Cuba og Kina blev kritiseret for at ikke deltage i dopingtestning før OL.
64 forskellige lande vandt medaljer i Barcelona, og det var en ny rekord. Blandt stjernerne var Vitaly Shcherbo fra Hviderusland. Han vandt seks guldmedaljer i gymnastik, og fire af dem blev endda vundet på samme dag. Han er den eneste i OL's historie, som har prøvet det.
Badminton var ny disciplin på programmet, og det skønnes at 1,1 milliarder mennesker så badmintonturneringen, primært på grund af interessen for sporten i Asien.[kilde mangler]

## Danske deltagere
- 86 mænd
- 34 kvinder

## Danske medaljetagere
Guld
- Jesper Bank, Steen Secher Klaaborg og Jesper Seier (Soling)
- Derudover vandt Gergely Salim guld i demonstrationssporten taekwondo

Sølv
- Christian Wigø Frederiksen og Arne Nielsson, (Kano, 1.000 meter toer)

Bronze
- Thomas Stuer-Lauridsen, (Badminton, Herre-single)
- Brian Nielsen, (Boksning, supersværvægt)
- Ken Frost, Jimmi Madsen, Jan Bo Petersen og Klaus Kynde Nielsen, (Cykling, 4km forfølgelsesløb)
- Jens Bojsen-Møller og Jørgen Bojsen-Møller, (Flying dutchman)

- Wikimedia Commons har flere filer relateret til Sommer-OL 1992

| Sport | Spire Denne artikel om sport er en spire som bør udbygges. Du er velkommen til at hjælpe Wikipedia ved at udvide den. |

41°21′54″N 2°09′18″Ø / 41.36491°N 2.15495°Ø